# فو (یکا)
فو (به انگلیسی: Foe) یکای انرژی برابر با ۱۰۴۴ ژول یا ۱۰۵۱ ارگ است، که برای اندازه‌گیری مقدار انرژی هنگفتی که توسط یک ابرنواختر تولید می‌شود به کار می‌رود. 
فو از اول کلمات عبارت ده به توان پنجاه و یک ارگ ساخته شده است.
این کلمه توسط جرالد براون از دانشگاه استونی بروک هنگام کار با هانس بته ابداع شد. او در توضیح گفت : اغلب این میزان برای ما کافی است.
این یکای اندازه‌گیری مناسبی است زیرا یک ابرنواختر به طور معمول حدود یک فو انرژی قابل مشاهده در مدت کوتاهی آزاد می‌کند( که می‌شود در چند ثانیه آن‌را اندازه گرفت). در مقایسه اگر خورشید در تمام طول حیاتش درخشندگی فعلی را داشت ، انرژی تولید شده‌اش برابر بود با :
۳٫۸۲۷‎×۱۰۲۶ W × ۳٫۱۵۳۶‎×۱۰۷ s/yr × ۱۰۱۰ yr ≈ ۱٫۲ foe.